# Tscherskia triton
Tscherskia triton de Winton, 1899 è un roditore appartenente alla famiglia Cricetidae. È l'unica specie nel genere Tscherskia Ognev, 1914. È diffuso in Asia nord-orientale ed è principalmente granivoro.